# Orthocladius abiskoensis
Orthocladius abiskoensis är en tvåvingeart som beskrevs av August Friedrich Thienemann 1937. Orthocladius abiskoensis ingår i släktet Orthocladius och familjen fjädermyggor. Enligt den finländska rödlistan är arten sårbar i Finland. Arten är reproducerande i Sverige. Artens livsmiljö är källmiljöer. Inga underarter finns listade i Catalogue of Life.